# John Rex Whinfield
John Rex Whinfield CBE (16 de fevereiro de 1901 em Sutton, Surrey, Inglaterra - 6 de julho de 1966 em Dorking, Surrey) foi um químico britânico. Juntamente com James Tennant Dickson, Whinfield investigou poliésteres e produziu e patenteou a primeira fibra de poliéster em 1941, que eles chamaram de Terylene igual ou superior ao nylon em tenacidade e resiliência.